# Caldo de piedra
Le caldo de piedra (litt. « bouillon de pierre ») est une recette ancestrale de bouillon de poisson de la cuisine des Chinantèques (es), un peuple indigène qui habite le nord de l'État de Oaxaca, au Mexique. Son importance culturelle et sa méthode de cuisson originale, qui utilise des pierres chaudes plongées dans l'eau, lui ont valu d'être inscrit au patrimoine culturel immatériel de Oaxaca en 2021.

## Culture et préparation
Le caldo de piedra est une préparation ancienne liée à l'histoire du peuple chinantèque dont il est un symbole de son identité ethnique et de ses coutumes.
Selon la tradition, le caldo de piedra était un plat préparé exclusivement par les hommes lorsqu'ils se rassemblaient au bord des rivières de la région pour tenir conseil et délibérer ensemble. Les participants récoltaient dans la nature les ingrédients disponibles (poisson et crevettes pêchés dans la rivière, légumes comme l'oignon, le piment et la tomate, aromates comme le cilantro et l'épazote, etc.) et les cuisinaient dans de petites cavités rocheuses en forme de bol trouvées sur les rives qui servaient de cazuelas de fortune. La cuisson se faisait par immersion de pierres brûlantes longuement chauffées au feu. Le caldo était ensuite servi dans des jícaras (es) et réparti entre les convives. 
La tradition du caldo de piedra reste liée à la municipalité de San Felipe Usila (es), capitale culturelle des Chinantèques au nord de l'État de Oaxaca. De nos jours, il est aussi préparé par les femmes.